# 丹东镇
丹东镇，原为丹东乡，是中华人民共和国四川省甘孜藏族自治州丹巴县下辖的一个乡镇级行政单位。2019年12月，撤销丹东乡、边耳乡，设立丹东镇，以原丹东乡和原边耳乡所属行政区域为丹东镇的行政区域，丹东镇人民政府驻丹东村1组80号。

## 行政区划
丹东镇下辖以下地区：
丹东村、二道桥村和莫斯卡村。